# Designated Survivor
Designated Survivor è una serie televisiva thriller politico statunitense creata da David Guggenheim trasmessa dalla ABC per due stagioni e da Netflix per la terza stagione. Kiefer Sutherland interpreta Thomas Kirkman, un politico statunitense nominato sopravvissuto designato durante il discorso sullo stato dell'Unione, che improvvisamente si ritrova dalla posizione di segretario della casa e dello sviluppo urbano degli Stati Uniti (undicesimo in linea di successione) ad essere Presidente degli Stati Uniti dopo che un'esplosione uccide tutti coloro che si trovavano prima di lui nella linea di successione presidenziale. Kirkman nella serie ha a che fare con la sua inesperienza come capo di stato mentre cerca di scoprire la verità dietro l'attacco.
Il progetto ha saltato la fase dell'episodio pilota ed è stata ordinata direttamente una stagione il 14 dicembre 2015, seguita dall'annuncio ufficiale del 6 maggio 2016. Il primo episodio è stato trasmesso il 21 settembre 2016, con un pubblico di oltre 10 milioni di spettatori. Otto giorni dopo, è stato annunciato l'ordine per una stagione intera. La serie è stata rinnovata per una seconda stagione l'11 maggio 2016, e trasmessa dal 27 settembre 2017. In Italia la seconda stagione è stata pubblicata su Netflix dal 6 ottobre 2017. L'11 maggio 2018, l'ABC ha interrotto la serie dopo due stagioni ma il 5 settembre successivo Netflix ed Entertainment One hanno annunciato di aver raggiunto un accordo per rinnovare la serie per una terza stagione di 10 episodi pubblicata il 7 giugno 2019 su Netflix. Il 24 luglio 2019, Netflix ha ufficialmente interrotto la serie.

## Trama
Nella notte del discorso sullo stato dell'Unione, un'esplosione distrugge il Campidoglio degli Stati Uniti, uccidendo il Presidente e tutti coloro che sono in linea di successione, ad eccezione del segretario della Casa e dello Sviluppo Urbano Thomas Kirkman, nominato sopravvissuto designato secondo la consuetudine, nata durante la guerra fredda, di tenere al sicuro almeno uno dei componenti della linea di successione presidenziale quando tutte le principali autorità si riuniscono in uno stesso luogo. Kirkman stava seguendo il discorso con la moglie Alex davanti al televisore, quando viene portato di fretta alla Casa Bianca poco dopo l'attacco per assumere le funzioni di Presidente. Kirkman giura immediatamente come presidente, inconsapevole che l'attacco è solo l'inizio di ciò che verrà.
L'agente dell'FBI Hannah Wells avvia le prime indagini sul luogo dell'attacco, mentre Kirkman è chiamato a gestire lo schieramento di navi da guerra iraniane nello stretto di Hormuz e il redattore di discorsi Seth Wright prepara le parole che il nuovo Presidente dovrà rivolgere alla Nazione.

## Personaggi e interpreti

### Personaggi principali
- Thomas Adam "Tom" Kirkman (stagione 1-3), interpretato da Kiefer Sutherland.
Il Presidente degli Stati Uniti ed ex Segretario della Casa e dello Sviluppo Urbano, che ha giurato come presidente in seguito ad un attacco senza precedenti.[3] "Sopravvissuto designato" chiamato ad insediarsi come nuovo Presidente degli Stati Uniti d'America, prenderà il suo incarico molto seriamente, affrontando in primo piano tutti i problemi dell'America senza mai tirarsi indietro di fronte ai pericoli, preferisca la via diplomatica a quella militare, ma sa anche prendere la decisione di usare la forza bruta se necessario.
- Alexandra "Alex" Kirkman (stagione 1-2), interpretata da Natascha McElhone.
La devota moglie di Tom ed ex avvocato specializzato in reati sull'immigrazione pro bono, che si ritrova coinvolta in un ruolo che non era pronta ad affrontare.[4] A causa del trasferimento della McElhone a The First (2018) sulla piattaforma Hulu ha comportato che il suo personaggio venisse rimosso a partire dall'episodio 11° dalla seconda stagione.[5]
- Aaron Shore (stagione 1-3), interpretato da Adan Canto.
Vice Capo dello staff della Casa Bianca, che diventa Capo di Gabinetto nei giorni successivi all'attentato; si dimette dopo essere stato interrogato sull'attacco. Lavora come aiutante del presidente della Camera Kimble Hookstraten prima di tornare alla Casa Bianca come consigliere per la sicurezza nazionale di Tom.[6] Sarà il candidato alla vicepresidenza.
- Emily Rhodes (stagione 1-3), interpretata da Italia Ricci.
Capo dello staff di Tom dai tempi in cui era Segretario dell'HUD, che diventa Consigliere speciale del Presidente e, in seguito alle dimissioni di Aaron, capo di gabinetto.[4]
- Mike Ritter (stagione 1-2), interpretato da LaMonica Garrett.
Un agente dei Secret Service originariamente assegnato ai dettagli della sicurezza personale di Tom, che cerca di garantire la sicurezza della famiglia Kirkman dopo l'attentato.[7] Un buon amico di Tom, spesso i due si trovano a fare conversazione dimenticando i loro ruoli.
- Leo Kirkman (stagione 1,[8] ricorrente 2),[9] interpretato da Tanner Buchanan.
Figlio adolescente di Tom e Alex Kirkman, che tutto il possibile per sostenere la sorellina, ma lotta per tenere insieme la sua famiglia dopo che un segreto scioccante sul suo passato viene alla luce.[10] Nei primi episodi si scoprirà la sua dipendenza da droghe, poi verrà anche coinvolto in delle manifestazioni contro suo padre, ma è sempre fedele alla sua famiglia.
- Seth Wright (stagione 1-3), interpretato da Kal Penn.
Uno speechwriter che inizialmente nutre dei dubbi sulle capacità di Tom sul guidare il paese, ma diventa rapidamente uno dei suoi più stretti consiglieri ed il nuovo Portavoce della Casa Bianca,[4] per un certo periodo pensava di cambiare lavoro, ma poi ha capito quanto fosse importante il suo posto, avrà una relazione con Emily.
- Hannah Wells (stagione 1-3), interpretata da Maggie Q.
Un agente dell'FBI incaricato di indagare sugli eventi riguardanti il bombardamento, la quale sospetta che i responsabili non abbiano ancora finito, ma abbiano appena iniziato.[4] Scoprirà anche un'enorme rete di spie russe in America. Nella terza stagione viene licenziata dall'FBI ed entra a far parte della CIA, indagando sul bioterrorismo.
- Lyor Boone (stagione 2), interpretato Paulo Costanzo.
Un consulente politico altamente qualificato ma socialmente inetto, assunto per contribuire a sviluppare una strategia politica dell'amministrazione Kirkman.[11] Direttore politico della Casa Bianca, all'inizio erano tutti riluttanti sull'assumerlo (Tom escluso), ma poi capiscono quanto sia utile.
- Kendra Daynes (stagione 2), interpretata Zoe McLellan.
Consigliere della Casa Bianca, difenderà la First Lady nel processo contro sua madre.
- Damian Rennett (stagione 2), interpretato Ben Lawson.
Agente del MI6, si scoprirà poi essere un doppiogiochista nonché una spia russa. Si sacrificherà per salvare Hannah da un attentato di Valeria Poriskova.

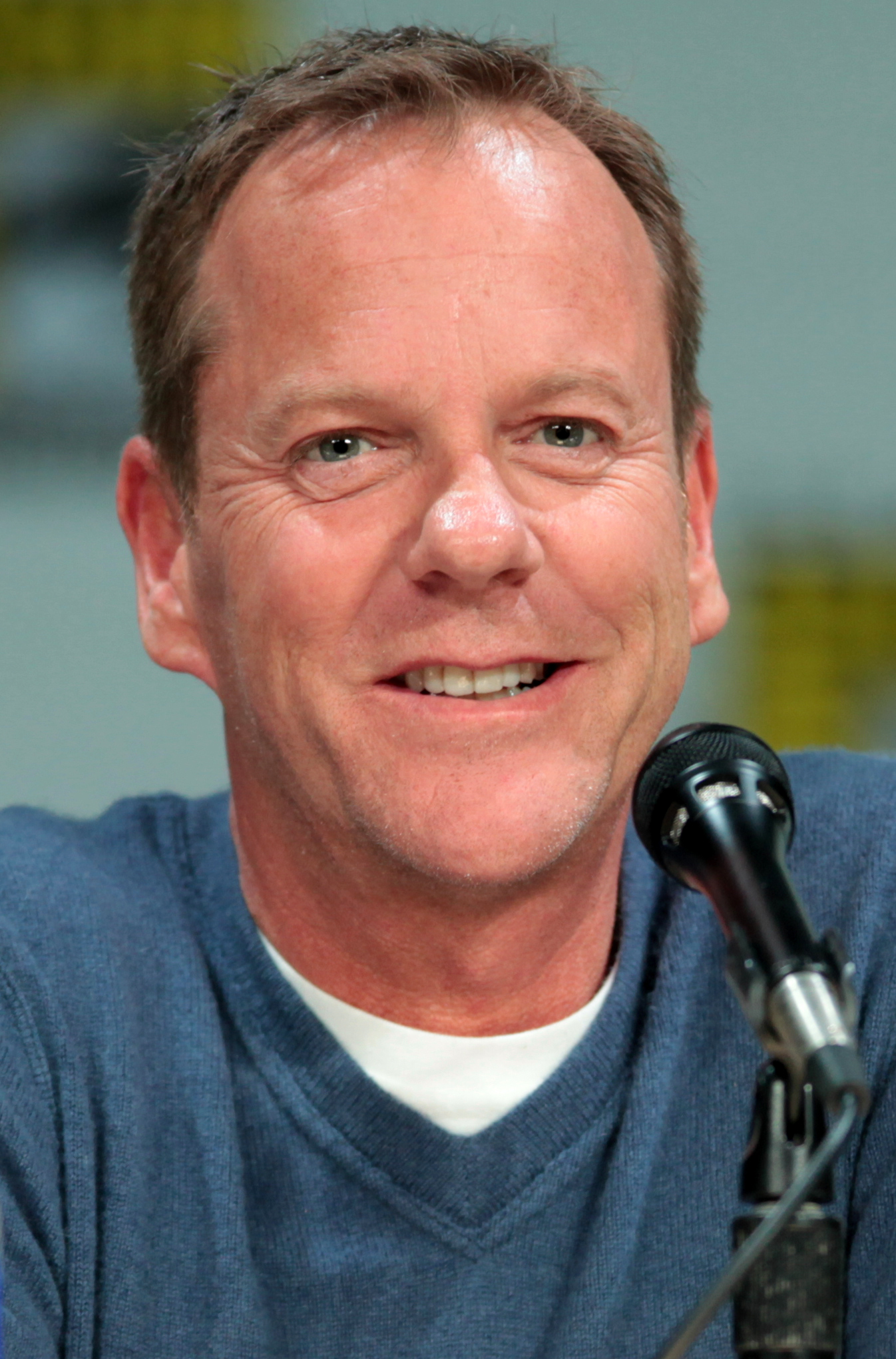
Kiefer Sutherland
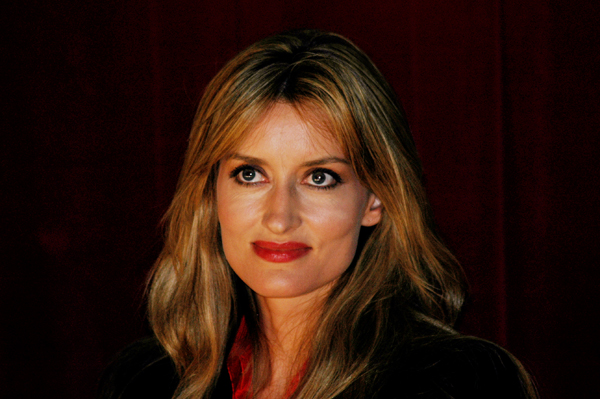
Natascha McElhone
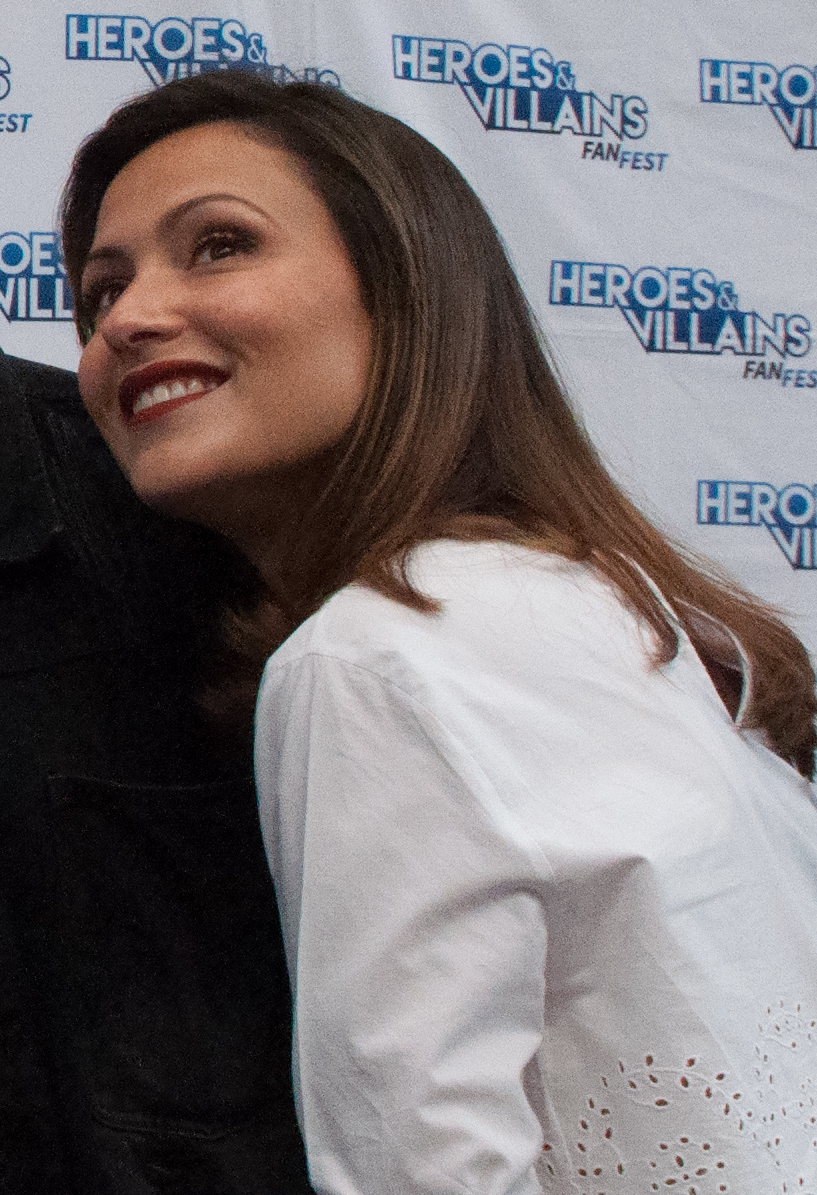
Italia Ricci
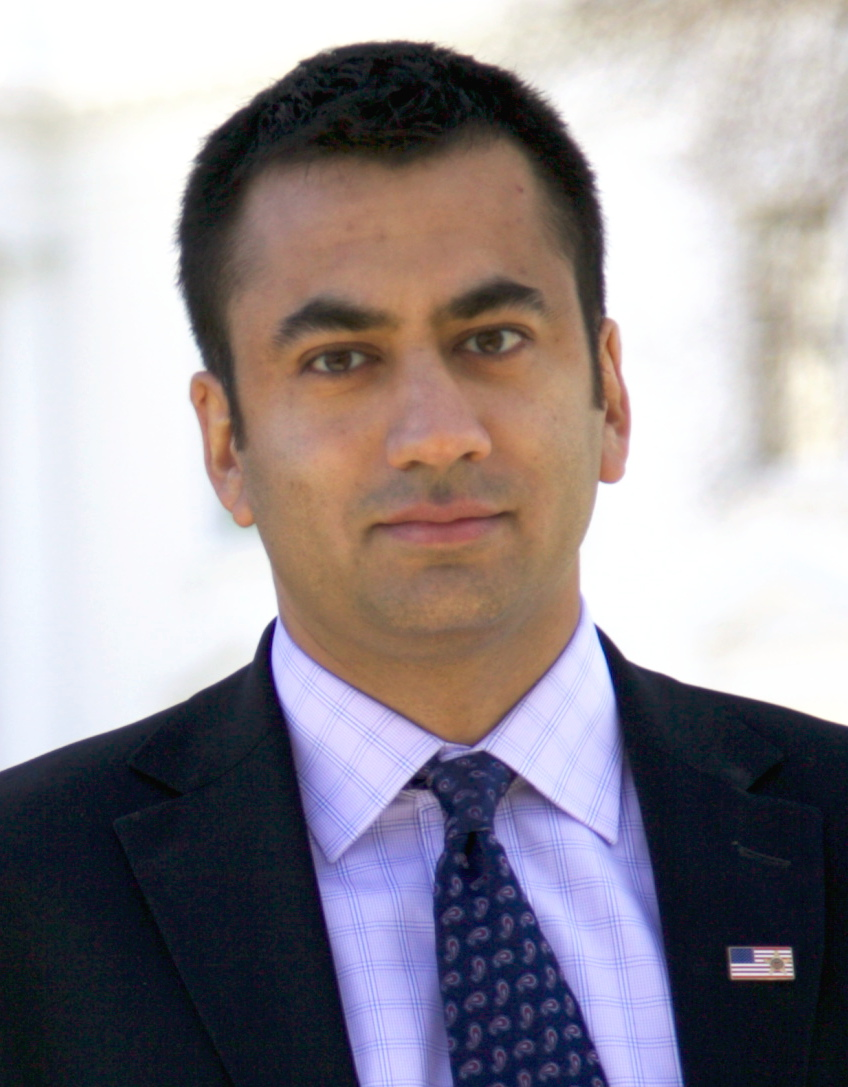
Kal Penn
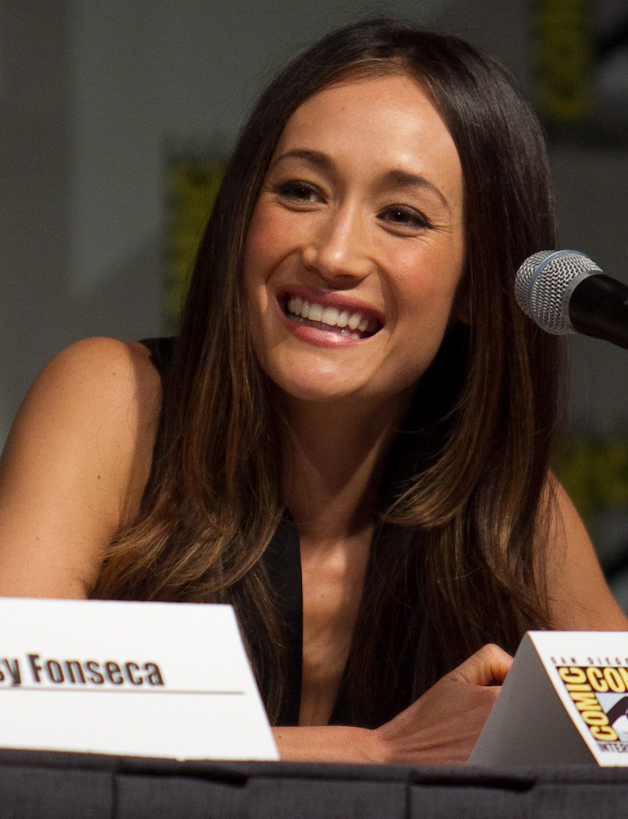
Maggie Q

### Personaggi ricorrenti
- Penny Kirkman, interpretata da Mckenna Grace.
È la figlia minore di Tom e Alex.
- Jason Atwood, interpretato da Malik Yoba.
Vice-direttore dell'FBI che si allea con Hannah per indagare sull'attacco al nuovo Presidente, sarà lui a scoprire e eliminare tutta la congrega per eliminare il Presidente, e sarà sempre lii a cercare di scoprire cosa Lloyd ha lasciato. Verrà ucciso da Catalan come vendetta per la morte di McLeish.
- Harris Cochrane, interpretato da Kevin R. McNally.
Generale dell'esercito che non crede che Tom sia capace di guidare il paese e agisce per cercare di destituirlo attraverso azioni che potrebbero compromettere il suo mandato.
- Kimble Hookstraten, interpretata da Virginia Madsen.
Repubblicana facente parte del Congresso e "sopravvissuto designato" dal partito repubblicano. Viene eletta speaker della Camera dei Rappresentanti dal nuovo Congresso.
- Peter MacLeish, interpretato da Ashley Zukerman.
Veterano dell'Afghanistan e deputato dell'Oregon alla Camera dei Rappresentanti divenuto eroe nazionale dopo essere sopravvissuto all'attacco, ma si scoprirà essere una delle menti dietro l'attentato.
- Ammiraglio Chernow, interpretato da Mykelti Williamson.
Militare e capo di stato maggiore del Presidente Kirkman.
- James Royce, interpretato da Michael Gaston.
Governatore del Michigan e nemico di Kirkman che lo farà arrestare per cospirazione e alto tradimento.
- Brooke Mathison, interpretata da Mariana Klaveno.
Misteriosa donna legata alle persone responsabili dell'attacco al Campidoglio.
- Charles Langdon, interpretato da Peter Outerbridge.
Capo dello Staff dell'ex presidente Richmond, sopravvissuto al bombardamento del Campidoglio, che fornisce informazioni vitali sulla cospirazione.
- John Forstell, interpretato da Reed Diamond.
Assistente Direttore dell'FBI che assiste Hannah nella sua indagine, diventerà Direttore dell'FBI dopo Atwood.
- Chuck Russink, interpretato da Jake Epstein.
Tecnico informatico dell'FBI che aiuta Hannah nelle sue indagini, è anche un bravissimo hacker.
- Beth MacLeish, interpretata da Lara Jean Chorostecki.
Moglie di Peter MacLeish coinvolta nella cospirazione, lei guida il marito verso tutte le scelte contro il presidente.
- Abe Leonard, interpretato da Rob Morrow.
Giornalista investigativo determinato a scoprire i segreti dell'amministrazione Kirkman, cercherà in ogni modo di scoprire più informazioni sugli attentatori.
- Cornelius Moss, interpretato da Geoff Pierson.
Ex Presidente degli Stati Uniti nominato da Kirkman come suo Segretario di Stato, sarà anche coinvolto in un'indagine per omicidio.
- Patrick Lloyd, interpretato da Terry Serpico.
Amministratore delegato di una defunta società militare privata e mente dietro la cospirazione, morirà pur di difendere la sua causa.
- Ethan West, interpretato da Michael J. Fox.
Importante avvocato di Washington D.C. West fu assunto dal gabinetto del presidente per sovrintendere a un'indagine che indagava sull'idoneità del presidente Kirkman.
- Mars Harper, interpretato da Anthony Edwards. Capo dello Staff del presidente Kirkman.
- Lynn Harper, interpretata da Lauren Holly. Moglie di Mars Harper con problemi di dipendenza da farmaci.
- Lorraine Zimmer, interpretata da Julie White. Responsabile della Campagna Elettorale di Kirkman.

## Episodi
| Stagione         | Episodi | Prima TV USA | Prima TV Italia |
| ---------------- | ------- | ------------ | --------------- |
| Prima stagione   | 21      | 2016-2017    | 2016-2017       |
| Seconda stagione | 22      | 2017-2018    | 2017-2018       |
| Terza stagione   | 10      | 2019         | 2019            |

## Produzione
Designated Survivor è stata annunciata per la prima volta il 14 dicembre 2015, venendo descritta come una serie incentrata su «un uomo ordinario in una situazione straordinaria» che rientra nei generi dramma familiare e thriller cospirazionista. Il gruppo di sceneggiatori è guidato da David Guggenheim, autore dell'episodio pilota, che figura anche come produttore esecutivo insieme a Simon Kinberg, Kiefer Sutherland, Aditya Sood, Mark Gordon, Nick Pepper e Suzan Bymel. Inizialmente tra i produttori esecutivi figurava anche Amy B. Harris, che era stata designata come showrunner della serie, ma dopo la produzione del pilot è stata sostituita in tali vesti da Jon Harmon Feldman. A maggio 2017, in occasione del rinnovo della serie, la ABC ha annunciato il nuovo showrunner della seconda stagione, che sarà Keith Eisner. Paul McGuigan ha diretto il primo episodio.
Kiefer Sutherland, dopo 24 e il suo sequel, è stato annunciato come principale interprete contestualmente alla notizia dell'avvio della produzione della serie, nel dicembre 2015. Il 5 febbraio 2016 si sono uniti al cast principale Kal Penn, che in precedenza aveva lavorato per l'Office of Public Engagement (ufficio per il coinvolgimento pubblico) voluto dall'amministrazione Obama e pertanto figura anche come consulente di produzione, Maggie Q, Natascha McElhone e Italia Ricci, mentre in seguito sono stati ingaggiati anche Adan Canto, LaMonica Garrett e, per i ruoli dei figli del protagonista, Tanner Buchanan e McKenna Grace.
Le riprese sono state effettuate principalmente a Toronto.

## Trasmissione
Il 6 maggio 2016 la ABC ha ufficialmente confermato l'inserimento della serie nel suo prossimo palinsesto autunnale, pubblicando online nella stessa data il primo video promozionale; il primo trailer è stato invece diffuso il seguente 17 maggio. La prima stagione è in onda dal 21 settembre 2016. Netflix ha acquistato i diritti di trasmissione internazionali della serie per tutti i paesi eccetto Stati Uniti e Canada. In Italia le tre stagioni sono state pubblicate su Netflix.

## Remake
La sudcoreana Studio Dragon Corporation ha prodotto il remake Designated Survivor: 60 Days, trasmesso in patria da rete televisiva TVN. In Italia la serie viene trasmessa da Netflix a partire da luglio 2019.